# 朗屏邨巴士總站
朗屏邨巴士總站是位於香港新界元朗區朗屏邨朗屏商場底層的巴士總站，現時有3條巴士路線以此為總站，另有5條巴士路線6條小巴路線途經此站。

## 總站路線資料（巴士）

### 九龍巴士68A線
- 朗屏邨 ↔ 青衣站

於1986年10月19日投入服務，2004年2月23日配合九廣西鐵通車延長至青衣站，取代原有63M及63P線的服務，途經元朗廣場（只限回程）、水邊圍邨、屏山、洪水橋、藍地、虎地、屯門新墟、屯門市中心、屯門公路轉車站、荃灣市中心、大窩口站（只限去程）及青荃橋。

### 九龍巴士76K線
- 上水（清河） ↔ 朗屏邨
- 粉嶺（華明） → 朗屏邨（特別班次，只供落客，不設回程）

於1983年7月16日投入服務，2008年6月22日配合277線取消而延長至此，2013年8月24日配合北區巴士路線重組短至上水（清河），途經上水站、古洞、落馬洲公共交通轉車站、新田、凹頭及元朗市中心，上課日另設有2班由粉嶺（華明）開出的特別班次（0610、0650）。

### 九龍巴士268A線
- 朗屏邨 ↔ 觀塘碼頭

於2017年11月13日投入服務，2019年5月27日增設回程服務，途經東頭工業區、大欖隧道、青葵公路、呈祥道、黃大仙、九龍灣、牛頭角及觀塘市中心，只於平日繁忙時間提供服務。

### 港鐵巴士K66綫
- 朗屏 ↔ 大棠

於2004年1月18日配合九廣西鐵通車投入服務，取代原有656線，途經朗屏站、元朗市中心教育路及十八鄉大棠路沿綫。

## 途經路線資料（巴士）

### 九龍巴士69線
- 天水圍市中心 ↔ 元朗（德業街）

於2022年12月18日投入服務，途經天悅邨、天逸邨、香港濕地公園、元朗廣場、朗屏邨及朗屏站，只限往天水圍市中心方向途經此總站。

### 九龍巴士268B線
- 朗屏站 ↔ 紅磡（紅鸞道）

於2004年2月2日投入服務，途經朗屏邨、元朗市中心、大欖隧道、西九龍公路、佐敦、尖沙咀及尖沙咀東，只於平日繁忙時間及假日提供服務，只限往紅磡碼頭方向途經此總站。

### 九龍巴士268C線
- 朗屏站 ↔ 觀塘碼頭

於2004年2月24日投入服務，途經朗屏邨、元朗市中心、大欖隧道、青葵公路、呈祥道、黃大仙、新蒲崗、九龍灣、牛頭角及觀塘市中心，只限往觀塘碼頭方向途經此總站。

### 九龍巴士269D線（特別班次）
- 天水圍站 → 瀝源

### 九龍巴士276C線
- 天水圍站 ↔ 粉嶺（祥華）

### 過海隧道巴士968X線
- 元朗（德業街） ↔ 鰂魚涌（英皇道）

於2012年8月6日投入服務。途經朗屏邨、元朗市中心、港鐵元朗站、大欖隧道、長青隧道、西九龍公路、西區海底隧道、林士街天橋（只限去程）、中環（只限回程）、中環灣仔繞道、東區走廊及北角，只於平日繁忙時間提供服務，只限往鰂魚涌方向途經此總站。

### 過海隧道巴士P968線（特別班次）
- 朗屏站 →  銅鑼灣（天后）（只於每日上午繁忙時間提供服務）

### 龍運巴士A37線
- 朗屏站 ↔ 機場（地面運輸中心）

於2016年7月25日投入服務，2021年6月20日起改經朗屏邨、香港濕地公園、天逸邨、天悅邨、天水圍市中心、天慈邨、屏欣苑、洪水橋、元朗公路、龍富路、屯門赤鱲角隧道及港珠澳大橋香港口岸。

### 港鐵巴士K68線
- 元朗工業邨 ↺ 元朗公園

於2004年1月18日配合九廣西鐵通車投入服務，取代原有656線，途經橫洲、朗屏邨、朗屏站、元朗市中心及元朗公園。

### 港鐵巴士K73線
- 天恆 ⇄ 元朗（西）
- 天恩邨 → 元朗（西）

於2004年4月18日投入服務，取代原有A70及A74線，途經天富苑、天晴邨、嘉湖山莊（美湖居、麗湖居、景湖居）、天水圍游泳池（只限回程）、天慈邨、朗屏邨及元朗廣場。

### 港鐵巴士K74線
- 天水圍市中心 ↺ 凹頭

於2004年9月27日起投入服務，途經天頌苑、天瑞邨、天水圍公園、天慈邨、朗屏邨、元朗市中心及港鐵元朗站，2022年3月6日延長至天水圍市中心。

## 途經路線資料（專線小巴）

### 新界區專線小巴74A線
- 元朗（福德街） ↔ 東頭圍

### 新界區專線小巴79S線
- 天水圍市中心 ↔ 落馬洲管制站

## 過往路線
- 九龍巴士68M線
- 九龍巴士277線（已取消）
- 過海隧道巴士369線（已取消）

## 外部連結
- 九巴 （页面存档备份，存于）
- 港鐵巴士 （页面存档备份，存于）
- 香港巴士大典上的相关条目：朗屏邨總站